# Exochus gratus
Exochus gratus là một loài tò vò trong họ Ichneumonidae.